# Bergen (Rajna-vidék-Pfalz)
Bergen település Németországban, Rajna-vidék-Pfalz tartományban. Lakosainak száma 454 fő (2023. december 31.).

## Népesség
A település népességének változása:
| Lakosok száma | 420  | 437  | 435  | 461  | 490  | 454  |
|               | 1975 | 2017 | 2019 | 2021 | 2022 | 2023 |